# ويليام إي. رينولدز
ويليام إي. رينولدز (بالإنجليزية: William E. Reynolds)‏ هو ضابط أمريكي، ولد في 11 يناير 1860 في مقاطعة مونتغومري في الولايات المتحدة، وتوفي في 25 يناير 1944.